# درسة أمريكية
الدُرَّسة الأمريكيّة هي طائر مهاجر صغير حابب من الفصيلة الكرديناليّة.